# Gárdony
Gárdony er en by med 13.750(2024) indbyggere i regionen Fejér i Ungarn, ca. 55 km fra Budapest.
Byen ligger ved Velence-søen og er et populært rejsemål. Byen er opdelt i  de tre dele Gárdony, Ågård og Dinnyés og ligger på den sydlige bred af søen. Navnet Gárdony menes at være opstået i begyndelsen af 1200-tallet.
Den 31. marts 1989 fik Gárdony status som købstad.
Om sommeren er der massevis af turister som besøger søen, der har en række faciliteter, som kan tiltrække gæster.